# Mathew Leckie
Mathew Allan Leckie (* 4. února 1991 Melbourne) je australský profesionální fotbalista, který hraje na pozici křídelníka za australský klub Melbourne City FC a za australskou reprezentaci (v níž byl dříve kapitánem).

## Reprezentační kariéra
Bývalý australský reprezentační trenér Holger Osieck povolal Leckieho na přátelské utkání s Jižní Koreou. Leckie v zápase, který se hrál 14. listopadu 2012, debutoval.

### Mistrovství světa 2014
Leckie odehrál na mistrovství světa 2014 všechny tři utkání v základní skupině a svými skvělými výkony na sebe upozornil. Ještě před světovým šampionátem podepsal smlouvu s druholigovým německým klubem FC Ingolstadt, a uznal, že po svých výkonech na mistrovství světa mohl mít nabídky z větších klubů.

### Mistrovství světa 2022
V listopadu 2022 byl Leckie nominován na závěrečný turnaj mistrovství světa 2022. Ve třetím a posledním rozhodujícím zápase skupiny proti Dánsku vstřelil vítězný gól na 1:0, který zajistil Austrálii překvapivý postup do osmifinále turnaje.

## Statistiky

### Reprezentační
K 30. listopadu 2022.
| Austrálie | Austrálie | Austrálie |
| Rok       | Zápasy    | Góly      |
| --------- | --------- | --------- |
| 2012      | 1         | 0         |
| 2013      | 4         | 1         |
| 2014      | 11        | 0         |
| 2015      | 12        | 1         |
| 2016      | 9         | 1         |
| 2017      | 12        | 3         |
| 2018      | 10        | 3         |
| 2019      | 4         | 2         |
| 2021      | 4         | 2         |
| 2022      | 9         | 1         |
| Celkem    | 76        | 14        |

#### Reprezentační góly
| Gól | Datum              | Místo                                                | Soupeř    | Skóre | Výsledek | Soutěž                                |
| --- | ------------------ | ---------------------------------------------------- | --------- | ----- | -------- | ------------------------------------- |
| 1.  | 15. října 2013     | Craven Cottage, Londýn, Anglie                       | Kanada    | 3:0   | 3:0      | Přátelský zápas                       |
| 2.  | 3. září 2015       | Perth Oval, Perth, Austrálie                         | Bangladéš | 1:0   | 5:0      | Kvalifikace na Mistrovství světa 2018 |
| 3.  | 4. června 2016     | Olympijský stadion Australia, Sydney, Austrálie      | Řecko     | 1:0   | 1:0      | Přátelský zápas                       |
| 4.  | 23. března 2017    | Shahid Dastgerdi Stadium, Teherán, Írán              | Irák      | 1:0   | 1:1      | Kvalifikace na Mistrovství světa 2018 |
| 5.  | 28. března 2017    | Sydney Football Stadium, Sydney, Austrálie           | SAE       | 2:0   | 2:0      | Kvalifikace na Mistrovství světa 2018 |
| 6.  | 5. září 2017       | Melbourne Rectangular Stadium, Melbourne, Austrálie  | Thajsko   | 2:1   | 2:1      | Kvalifikace na Mistrovství světa 2018 |
| 7.  | 1. června 2018     | NV Arena, St. Pölten, Rakousko                       | Česko     | 1:0   | 4:0      | Přátelský zápas                       |
| 8.  | 1. června 2018     | NV Arena, St. Pölten, Rakousko                       | Česko     | 3:0   |          | Přátelský zápas                       |
| 9.  | 20. listopadu 2018 | Olympijský stadion Australia, Sydney, Austrálie      | Libanon   | 3:0   | 3:0      | Přátelský zápas                       |
| 10. | 10. září 2019      | Al Kuwait Sports Club Stadium, Kuvajt, Kuvajt        | Kuvajt    | 1:0   | 3:0      | Kvalifikace na Mistrovství světa 2022 |
| 11. | 10. září 2019      | Al Kuwait Sports Club Stadium, Kuvajt, Kuvajt        | Kuvajt    | 2:0   | 3:0      | Kvalifikace na Mistrovství světa 2022 |
| 12. | 3. června 2021     | Jaber Al-Ahmad International Stadium, Kuvajt, Kuvajt | Kuvajt    | 1:0   | 3:0      | Kvalifikace na Mistrovství světa 2022 |
| 13. | 11. června 2021    | Jaber Al-Ahmad International Stadium, Kuvajt, Kuvajt | Nepál     | 1:0   | 3:0      | Kvalifikace na Mistrovství světa 2022 |
| 14. | 30. listopadu 2022 | Stadion Al Janoub, Al Wakrah, Katar                  | Dánsko    | 1:0   | 1:0      | Mistrovství světa 2022                |

## Ocenění

### Klubová

#### Ingolstadt 04
- 2. Bundesliga: 2014/15

#### Melbourne City
- A-League: 2020/21, 2021/22

### Reprezentační

#### Austrálie
- Asijský pohár: 2015

### Individuální
- Mladý hráč sezóny Adelaide United: 2009/10
- All Star A-League: 2022[5]